# Eric Lange
Eric Lange (Hamilton (Ohio), 19 februari 1973) is een Amerikaans acteur.

## Biografie
Lange heeft gestudeerd aan de Miami-universiteit in Oxford (Ohio).

## Filmografie

### Films
Uitgezonderd korte films.
- 2025 Thunderbolts* - als Houston
- 2024 Caddo Lake - als Daniel
- 2022 Day Shift - als Ralph Seeger
- 2020 The Empty Man - als Peter Quai
- 2020 Antebellum - als senator Denton
- 2019 Gone Hollywood - als Stanley Moss
- 2017 Wind River - als dr. Whitehurst
- 2016 Fear, Inc. - als officier Smith
- 2015 Danny Collins - als dr. Silverman
- 2014 Bread and Butter – als dr. Wellburn
- 2014 Nightcrawler - als cameraman
- 2012 Blue Like Jazz – als de Hobo
- 2012 The Tin Star – als Julius Potter
- 2011 iParty with Victorious – als mr. Sikwowitz
- 2010 Secretariat – als Andy Beyer
- 2010 You Don't Know Jack – als John Skrzynski
- 2010 True Blue – als Malcolm Gold
- 2008 Mating Dance – als Allen
- 2008 The Norton Avenue All-Stars – als Terry Paste
- 2007 The Perverts – als Herb
- 2007 Brutal – als Evan
- 2006 Bondage – als Bob Edwards
- 2005 McBride: Anybody Here Murder Marty? – als rechercheur Marsh
- 1996 High School High – als zingende ober

### Televisieseries
Uitgezonderd eenmalige gastrollen.
- 2023-2024 Beacon 23 - als Milan Aleph - 7 afl.
- 2024 Sugar - als Byron Stallings - 5 afl.
- 2020-2023 Perry Mason - als rechercheur Holcomb - 15 afl.
- 2021 Brand New Cherry Flavor - als Lou Burke - 8 afl.
- 2018-2020 Narcos: Mexico - als Bill Stechner - 2 afl.
- 2019 The Man in the High Castle - als generaal Whitcroft - 5 afl.
- 2019 Unbelievable - als rechercheur Robert Parker - 5 afl.
- 2018 Escape at Dannemora - als Lyle Mitchell - 7 afl.
- 2018 Waco - als Ron Engelman - 4 afl.
- 2016 - 2017 Narcos - als Bill Stechner - 9 afl.
- 2013 - 2014 The Bridge – als Kenneth Hastings – 11 afl.
- 2013 Sam & Cat – als mr. Sikowitz - 1 afl.
- 2013 Cult – als Cameron – 6 afl.
- 2010 – 2013 Victorious – als mr. Sikowitz – 29 afl.
- 2009 – 2012 Easy to Assemble – als manager Erik – 22 afl.
- 2010 Weeds – als Vaugjn Coleman – 4 afl.
- 2010 Twentysixmiles – als Sean Murphy – 6 afl.
- 2009 Lost – als Stuart Radzinsky – 7 afl.
- 2004 LAX – als dokter – 4 afl.
- 2003 – 2004 All of Us – als Bill – 2 afl.
- 1998 The Bold and the Beautiful – als dr. Larson – 2 afl.

- Gemeinsame Normdatei: 1025444558
- International Standard Name Identifier: 0000 0004 4781 2647
- Library of Congress Control Number: no2015040562
- Virtual International Authority File: 315534250
- WorldCat: E39PBJrchBHpFxwXfwFb9jF7pP